# Kotlina Syczuańska

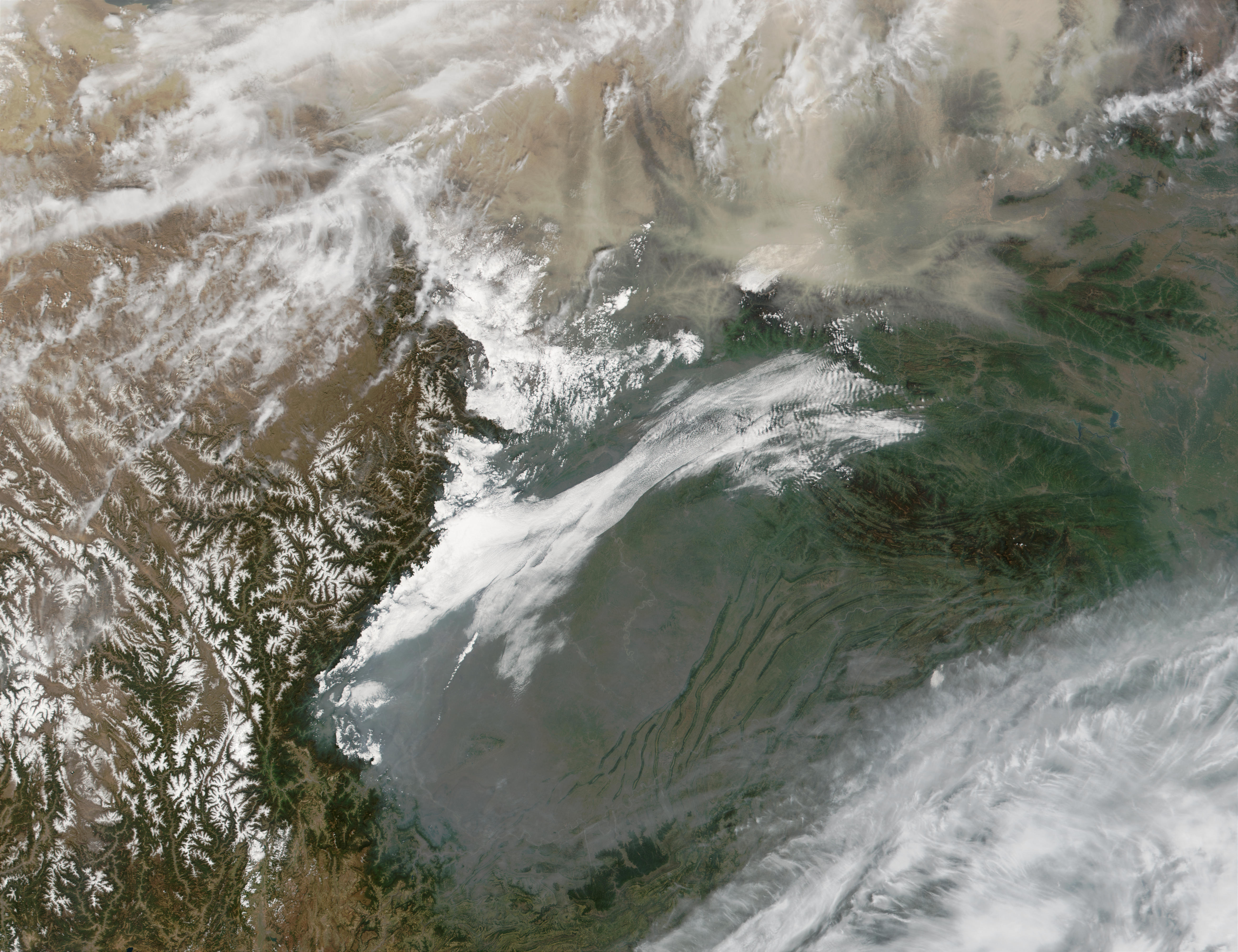
Zdjęcie satelitarne Kotliny Syczuańskiej

Kotlina Syczuańska, także: Kotlina Czerwona (chiń. 四川盆地; pinyin Sìchuān Péndì) – kotlina w środkowych Chinach, w środkowej części dorzecza Jangcy. Od zachodu ograniczona jest pasmami Hengduan Shan, na północy sąsiaduje z górami Qin Ling i Daba Shan, od południa graniczy z Wyżyną Junnan-Kuejczou, na wschodzie zaś otwiera się ku Trzem Przełomom Jangcy. Kotlina wznosi się średnio na wysokość 300–600 m n.p.m. (1000 m n.p.m. u podnóży gór) i zajmuje powierzchnię ok. 260 tys. km².
Kotlina jest starym zapadliskiem tektonicznym utworzonym na skraju prekambryjskiej platformy chińskiej. Wypełniają ją utwory górnego paleozoiku (głównie grube serie czerwonych piaskowców nadających kotlinie swoisty koloryt – stąd nazwa Kotlina Czerwona), węglanowe skały mezozoiku oraz kenozoiczne aluwia i osady jeziorne. W czasie orogenezy alpejskiej obszar kotliny i obszary otaczające zostały nieco wydźwignięte i porozcinane przez Jangcy i jej dopływy. Zbocza kotliny podnoszą się szeregiem mocno porozcinanych erozyjnie stopni i przechodzą w pasma górskie.
W kotlinie panuje klimat podzwrotnikowy monsunowy z roczną sumą opadów wynoszącą ok. 1000–1200 mm. Średnie temperatury stycznia wynoszą od 5 do 10 °C, natomiast średnie temperatury lipca – od 26 do 29 °C. Opady śniegu występują tylko sporadycznie na północy, nie powodując utworzenia stałej pokrywy. Dzięki ciepłemu klimatowi okres wegetacyjny trwa cały rok, a zbiorów ryżu można w większej części regionu dokonywać dwa razy do roku.

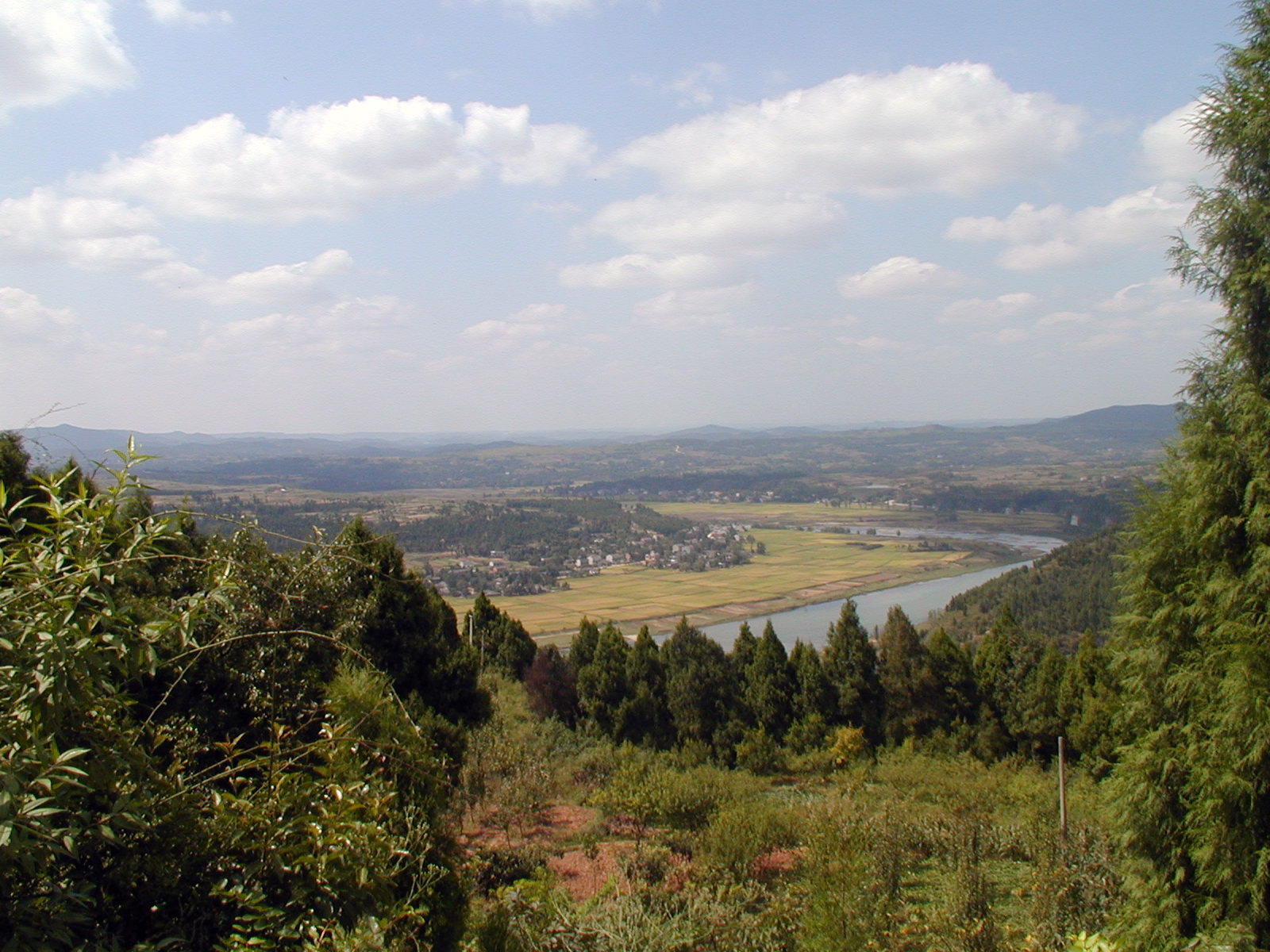
Krajobraz Kotliny Syczuańskiej

Kotlina jest jednym z ważniejszych rolniczych obszarów Chin. Na urodzajnych żółtoziemach i czerwonoziemach uprawiane są: ryż, pszenica, kukurydza, sorgo, trzcina cukrowa, bawełna, soja, rzepak i orzechy ziemne. W hodowli dominuje trzoda chlewna, w mniejszych ilościach hodowane są także bawoły i bydło domowe. Ponadto duże znaczenie ma również hodowla jedwabnika oraz zbiór nasion drzewa tungowego i ziół lekarskich. W regionie wydobywa się węgiel, ropę naftową, gaz ziemny, sól, mangan, siarkę oraz rudy żelaza. 
Kotlina Syczuańska to także teren bardzo starego osadnictwa. Średnia gęstość zaludnienia wynosi ok. 250 osób na km², a w niektórych powiatach przekracza 600 osób na km². Głównymi miastami w kotlinie są Chengdu i Chongqing.